# Julija Rachmanowa
Julija Igorjewna Rachmanowa (russisch Юлия Игоревна Рахманова, engl. Transkription Yuliya Rakhmanova; * 25. Oktober 1991 in Alma-Ata, Kasachische SSR, UdSSR) ist eine ehemalige kasachische Leichtathletin, die sich auf den Sprint spezialisiert hat. Ihren größten Erfolg feierte sie mit dem Sieg bei den Hallenasienmeisterschaften 2014 in der 4-mal-400-Meter-Staffel.

## Sportliche Laufbahn
Erste Erfahrungen bei internationalen Meisterschaften sammelte Julija Rachmanowa im Jahr 2010, als sie bei den Juniorenasienmeisterschaften in Hanoi an den Start ging. Jedoch wurde sie kurz darauf des Dopings überführt und ihre Resultate annulliert. Nach einer zweijährigen Sperre belegte sie bei den Asienmeisterschaften 2013 in Pune in 54,34 s den sechsten Platz im 400-Meter-Lauf und gelangte mit der kasachischen 4-mal-400-Meter-Staffel mit 3:36,09 min auf Rang vier. Im Jahr darauf gewann sie bei den Hallenasienmeisterschaften in Hangzhou in 54,37 s die Silbermedaille hinter der Iranerin Maryam Tousi und mit der Staffel siegte sie in 3:42,45 min gemeinsam mit Elina Michina, Tatjana Jurtschenko und Olga Andrejewa. Im September belegte sie bei den Asienspielen in Incheon in 54,41 s den achten Platz im Einzelbewerb und gelangte mit der Staffel mit 3:36,83 min auf Rang sechs. 2015 wurde sie bei den Asienmeisterschaften in Wuhan in 53,66 s Vierte über 400 Meter und gewann mit der Staffel in 3:35,14 min gemeinsam mit Elina Michina, Alexandra Romanowa und Anastassija Kudinowa die Bronzemedaille hinter den Teams aus der Volksrepublik China und Indien. Anschließend schied sie bei der Sommer-Universiade in Gwangju mit 53,40 s im Halbfinale über 400 Meter aus und siegte in 44,28 s in der 4-mal-100-Meter-Staffel. Im Jahr darauf nahm sie mit der 4-mal-100-Meter-Staffel an den Olympischen Sommerspielen in Rio de Janeiro teil und wurde dort im Vorlauf wegen einer Bahnübertretung disqualifiziert. 2018 wurde sie erneut des Dopings überführt und daraufhin mit einer lebenslangen Sperre belegt.
2015 wurde Rachmanowa kasachische Meisterin im 400-Meter-Lauf und in der 4-mal-400-Meter-Staffel sowie 2016 in der 4-mal-100-Meter-Staffel.

## Persönliche Bestzeiten
- 100 Meter: 11,40 s (+0,8 m/s), 24. Mai 2016 in Almaty
  - 60 Meter (Halle): 7,58 s, 18. Februar 2016 in Öskemen
- 200 Meter: 23,23 s (−0,9 m/s), 4. Juni 2010 in Taschkent
- 400 Meter: 52,61 s, 15. Februar 2014 in Hangzhou